# 尼科·多瓦納體育場
尼科·多瓦納體育場，正式名稱為Stadiumi "Niko Dovana"，是位於阿爾巴尼亞都拉斯的綜合性體育場。圖達杜利斯體育會的主場。體育場可容納12,040人，使其成為該國第五大體育場。